# Acord fiscal previ
Un acord fiscal previ, més conegut per la seva nomenclatura anglosaxona advance tax ruling és una eina per empreses multinacionals per negociar acords particulars en matèria d'impostos amb el territori on tinguin l'adreça fiscal. Aquest tipus d'acords obliga els estats o l'autoritat impositiva a mantenir l'acord signat amb la multinacional.
Els LuxLeaks van demostrar que, a la pràctica, era una eina que feien servir diverses multinacionals a Luxemburg amb l'objectiu d'evitar impostos. Durant la dècada de 2010 la Comissió Europea va investigar diverses empreses per veure si havien comès algun delicte en el seu acord fiscals especials. Entre les investigades hi havia Apple (Irlanda), Starbucks (Països Baixos) i Fiat Finance and Trade (Luxemburg).